# Ашуг Алескер

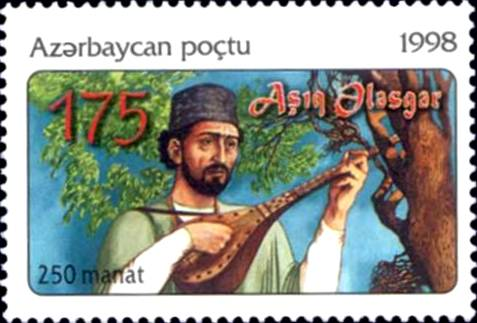
Ашуг Алескер на поштовій марці Азербайджану

Ашуг Алескер (азерб. آشیق علعسگر, Aşıq Ələsgər), ім'я при народженні Алескер Алімамед огли, (1821, Агкілса, Еріванське ханство — 7 березня 1926, Агкілса, Варденіський район, Вірменська РСР) — один з найзнаменитіших азербайджанських ашугів-оповідачів XIX — початку XX століть.

## Життєпис
Вчителем Алескера був ашуг Али. Ашуг Алескер очолював ашузьку школу. Він писав вірші, створював на них ашузькі наспіви і сам віртуозно виконував їх на сазі, добре володів формами ашузької поезії
Репертуар Ашуга Алескера складався з безлічі класичних дастанів і ашузьких наспівів, суть яких полягала в змалюванні важкої долі робочого люду, революційних подій 1905 року, реалістичних сценах селянського життя і краси природи. У любовній ліриці поет оспівував чисту і вільну любов. Відомі такі його вірші як «Вийшли», «О люди, слухайте!», «Чекай — чекай ти». Російський поет і прозаїк Яків Полонський захоплювався виконанням Ашуга Алескера.

## Ранній період життя
Ашуг Алескер народився 1821 року в селі Агкілсі Гейченського району. Його батько Алімамед працював теслею. Алімамед був також був вправним у поетичних жанрах, таких як герайли, гошма і баяти. Вважається, що батько справив величезний вплив на Ашуга Алескера.
Ашуг Алескер виріс у бідній родині. Крім нього в сім'ї було 3 брати і 2 сестри. Він був старшим сином у родині. Через фінансові труднощі в сім'ї Алескер з 14 років працював на фермі багатого землевласника Карбалай Гурбана.
Ашуг Алескер провів своє дитинство в селі Агкілсі і був неосвіченим.
Від самого дитинства Алескер був уважним слухачем, і брав участь у більшості заходів у своєму селі. Завдяки добрій пам'яті та вмінню розповідати історії, йому вдавалося запам'ятовувати майже всі ашузькі історії (дастани) того часу.

## Діяльність
Після тривалої підготовки в Алескера з'явилась можливість взяти участь у весільній церемонії в своєму селі з Ашугом Али. На церемонії він зміг перемогти свого інструктора Ашуга Али у змаганні між двома ашугами, і ця подія зробила Алескера відомим у районі Гейча і сусідніх районах.
Брав активну участь у кількох важливих весільних церемоніях в Ериванській, Нахічеванській, Ґазаській, Карабаській, Джаванширській, Гянджинській, Кельбаджарській областях.
У 1918—1919 роках конфлікт між азербайджанцями і вірменами змусив Алескера покинути рідну землю і переселитися в Кельбаджар, а потім в Тертер. 1921 року він повернувся до Агкілси і прожив тут до кінця життя.
Ашуг Алескер помер у Агкілсі 7 березня 1926 року.

## Особисте життя
Одружився Алескер коли йому не виповнилося 40 років з дівчиною на ім'я Анаханум з села Яншак. У цей період Ашуг Алескер навесні і влітку займався сільським господарством, невеликими будівельними і столярними роботами. Попри це, він проводив більшу частину свого часу в ашузькому мистецтві. Алескер був відомий не тільки в Азербайджані, але й як майстер ашугського мистецтва в Туреччині, Ірані та Дагестані.

## Твори
- Әсәрләр, Б., 1956;(азерб.)
- Антология азербайджанской поэзии, т. 1, М., 1960. (в російському перекладі)